# Dirichletia obovata
Dirichletia obovata är en måreväxtart som beskrevs av Isaac Bayley Balfour. Dirichletia obovata ingår i släktet Dirichletia och familjen måreväxter. IUCN kategoriserar arten globalt som livskraftig.
Artens utbredningsområde är Socotra. Inga underarter finns listade i Catalogue of Life.